# 曹庙乡
曹庙乡，是中华人民共和国江苏省宿迁市泗洪县下辖的一个乡镇级行政单位。2020年7月，撤销界集镇、曹庙乡、太平镇，设立新的界集镇。以原界集镇、曹庙乡、太平镇的行政区域为界集镇行政区域。

## 行政区划
曹庙乡下辖以下地区：
曹庙社区、瓦庙村、陈大庄村、尤岗村、武岗村、朱家岗村、盛圩村、毕沟村、梨园村、后钟洼村和唐杨村。